# Una mujer de la calle
 Una mujer de la calle  es una película de Argentina en blanco y negro dirigida por Luis José Moglia Barth según guion de Samuel Eichelbaum que se estrenó el 23 de agosto de 1939 y que tuvo como protagonistas a Pepita Serrador, Roberto Airaldi, Miguel Gómez Bao y Aída Alberti.

## Sinopsis
Una mujer al regresar a su barrio después de una larga ausencia desencadena conflictos y afloran sentimientos olvidados.

## Reparto
- Pepita Serrador
- Roberto Airaldi
- Miguel Gómez Bao
- Aída Alberti
- María Esther Buschiazzo
- José Otal
- Pablo Cumo
- Samuel Giménez
- Samuel Sanda